# Бийталика
Бийталика (на английски: Beatallica) е рок група, чийто репертоар е предимно кавър версии на британската група Бийтълс, изпълнявани в стила на Металика. Бандата се води страничен проект на двама анонимни музиканти от САЩ, с псевдоними Jaymz и Krk.
Основната музикална структура на повечето парчета е базирана върху мелодиите на „Бийтълс“, като на места се прокрадват моменти от песни на „Металика“. Заглавията на парчетата са комични комбинации между заглавия на песни на двете групи, а текстовете комбинират фрази от съответните песни.
Двамата единствени члена на групата съставят цялата музика, като Krk прави всички аранжименти и изпълнява всички инструменти, а Jaymz играе ролята на двойник на Джеймс Хетфийлд, имитирайки специфичните извивки и вокалните му особености. За концерти двамата канят гост-музиканти, които също използват псевдоними. Така на живо групата добива следния вид:
- Jaymz Lennfield (вокали)
- KRK Hammettson (китари)
- Kliff McBurtney (бас китара)
- Ringo Larz (барабани)

или поредната пародия с имената на членовете на двете групи.

## Дискография
Бийталика няма издадени албуми и никога няма да има (според самите членове). Всички песни са качени в mp3-формат на официалния сайт на групата и са свободни за некомерсиално разпространение с лиценз Creative Commons. Разделени са условно на два албума – „A Garage Dayz Nite“ (записан 2001) и „Beatallica“ (2004).

### „A Garage Dayz Nite“
1. Sgt. Hetfield's Motorbreath Pub Band
2. A Garage Dayz Nite
3. For Horsemen
4. No Remorseful Reply
5. The Thing That Should Not Let It Be
6. Everybody's Got A Ticket to Ride Exept For Me and My Lightning
7. ...And Justice For All My Loving

### Beatallica
1. Blackened in the USSR
2. Sandman
3. And Im Evil
4. Got To Get You Trapped Under Ice
5. Leper Madonna
6. Hey Dude
7. I Want to Choke Your Band
8. We Can Hit the Lightz

### Други песни
- „Run For Your Life“
- „The Thing That Should Not Let It Be“ (live)
- „For Horsemen“ (live)
- „...And Justice For All My Loving“ (live, с Mike Portnoy)